# Castione Andevenno
Castione Andevenno je italské město v provincii Sondrio v Lombardii.

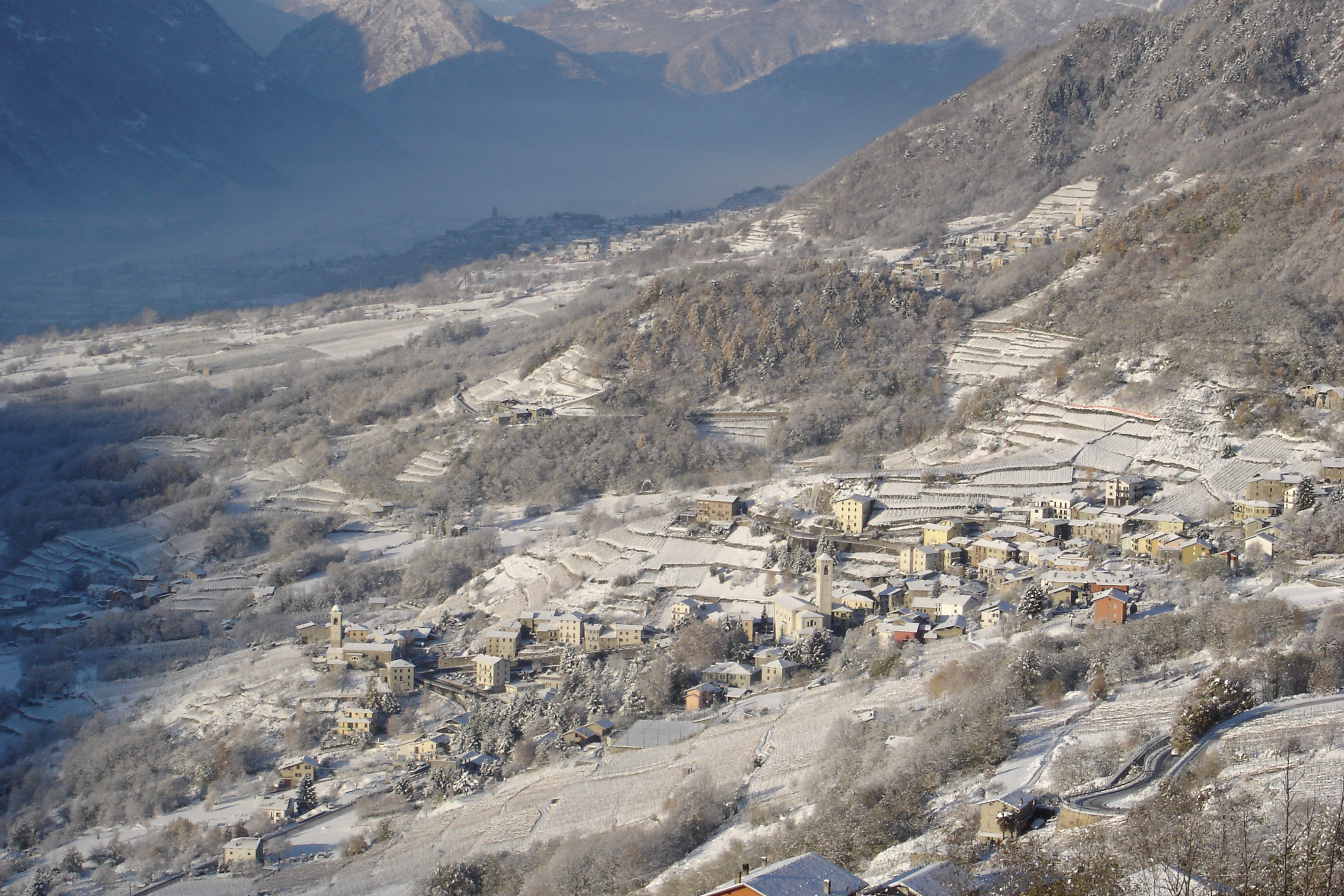
Historické centrum města